# Castelmola
Castelmola – miejscowość i gmina we Włoszech, w regionie Sycylia, w prowincji Mesyna.
Według danych na rok 2004 gminę zamieszkiwało 1091 osób, 68,2 os./km².

## Miasta partnerskie
- Kożuchów